# Kiandra
Kiandra est une ville abandonnée de l'époque de la ruée vers l'or et le lieu de naissance du ski en Australie. La ville est située dans les Snowy Mountains en Nouvelle-Galles du Sud. Pendant un siècle (de 1859, jusqu'à la création de Cabramurra), Kiandra était la plus haute ville d'Australie et un centre de sports de neige.

## Histoire
Une communauté de mineurs d’or a créé la ville minière de Kiandra en 1859. Son dernier citoyen ayant quitté les lieux en 1974, Kiandra est devenue une ville fantôme en ruines. Elle est située dans le Parc national du Kosciuszko, près de Cabramurra, la plus haute localité d'Australie. Avant de devenir parc national, le secteur était fréquenté par les éleveurs de bétail qui y ont laissé des huttes de montagne.
À son apogée, la ville faisait vivre 14 hôtels. Le ski a commencé en Australie à Kiandra, en 1861,à l'époque de la ruée vers l'or. Le club de ski le plus ancien du monde a été fondé a Kiandra en 1861 (le Kiandra Snow Shoe Club (en)). Les équipements de ski de Kiandra ont été transférés en 1978 à Selwyn Snowfields, une petite station de ski du nord des Snowy Mountains (y compris le premier téléski d'Australie, qui avait été installé à Kiandra en 1957).

## Galerie

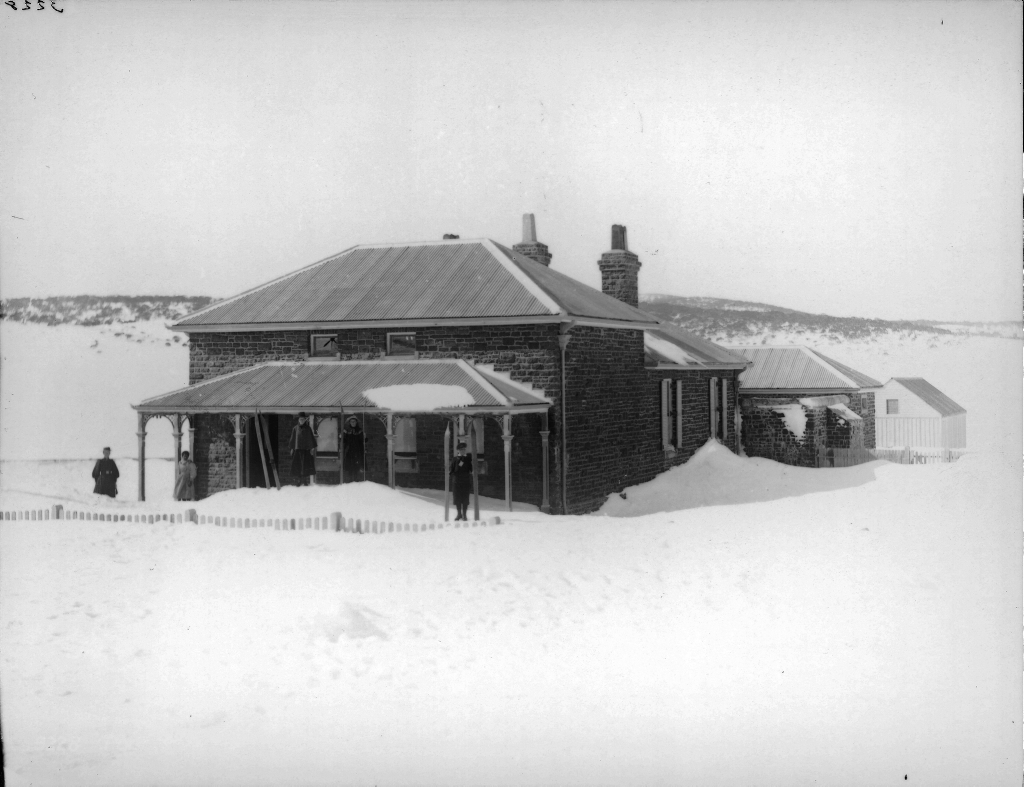
Le palais de justice de Kiandra (photo de Charles Kerry, date inconnue).
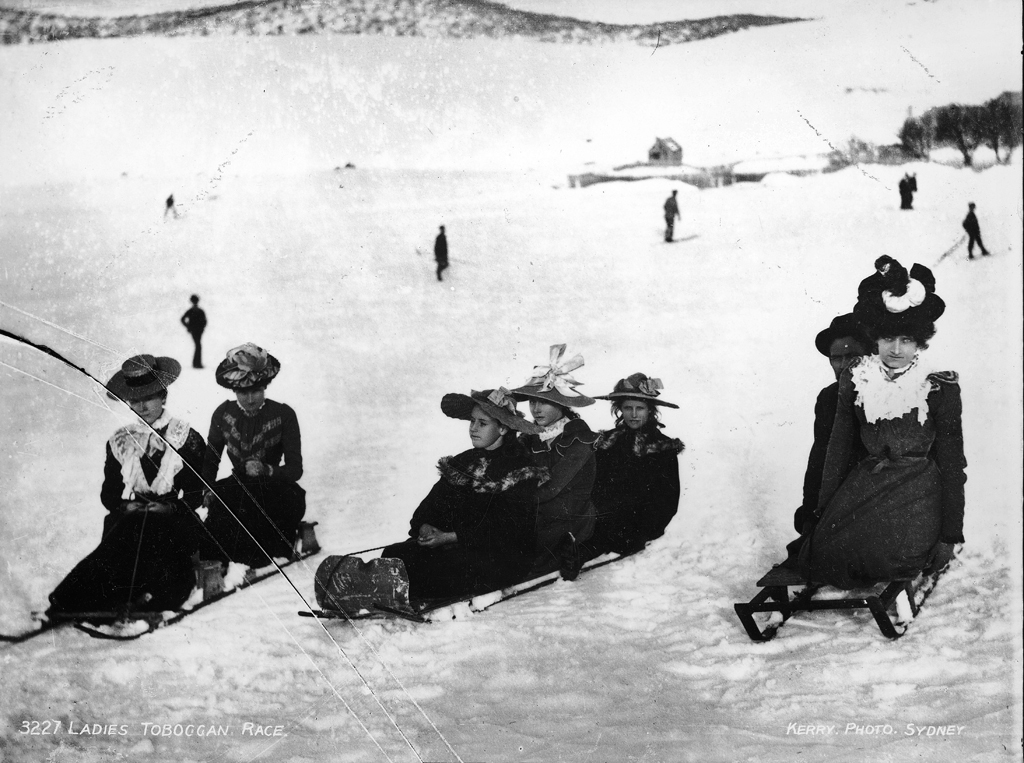
Course féminine de luges (photo de Charles Kerry, vers 1900).
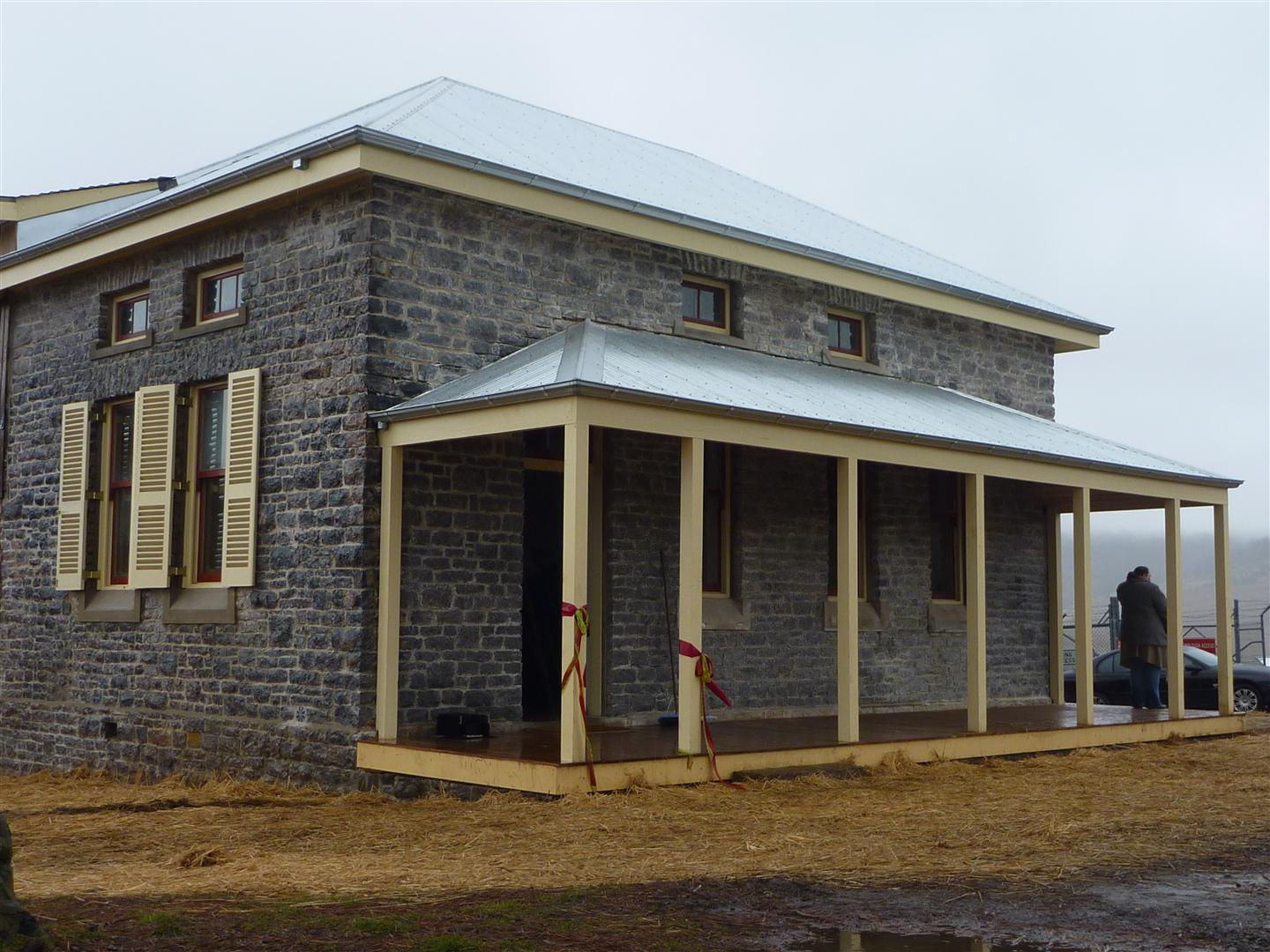
Le palais de justice de Kiandra après sa restauration en 2010 (les rubans d'inauguration sont encore visibles).